# Guéblange-lès-Dieuze
Guéblange-lès-Dieuze – miejscowość i gmina we Francji, w regionie Grand Est, w departamencie Mozela.
Według danych na rok 1990 gminę zamieszkiwało 139 osób, a gęstość zaludnienia wynosiła 28 osób/km² (wśród 2335 gmin Lotaryngii Guéblange-lès-Dieuze plasuje się na 906. miejscu pod względem liczby ludności, natomiast pod względem powierzchni na miejscu 1013.).